# Bothmerstraße 18 (München)

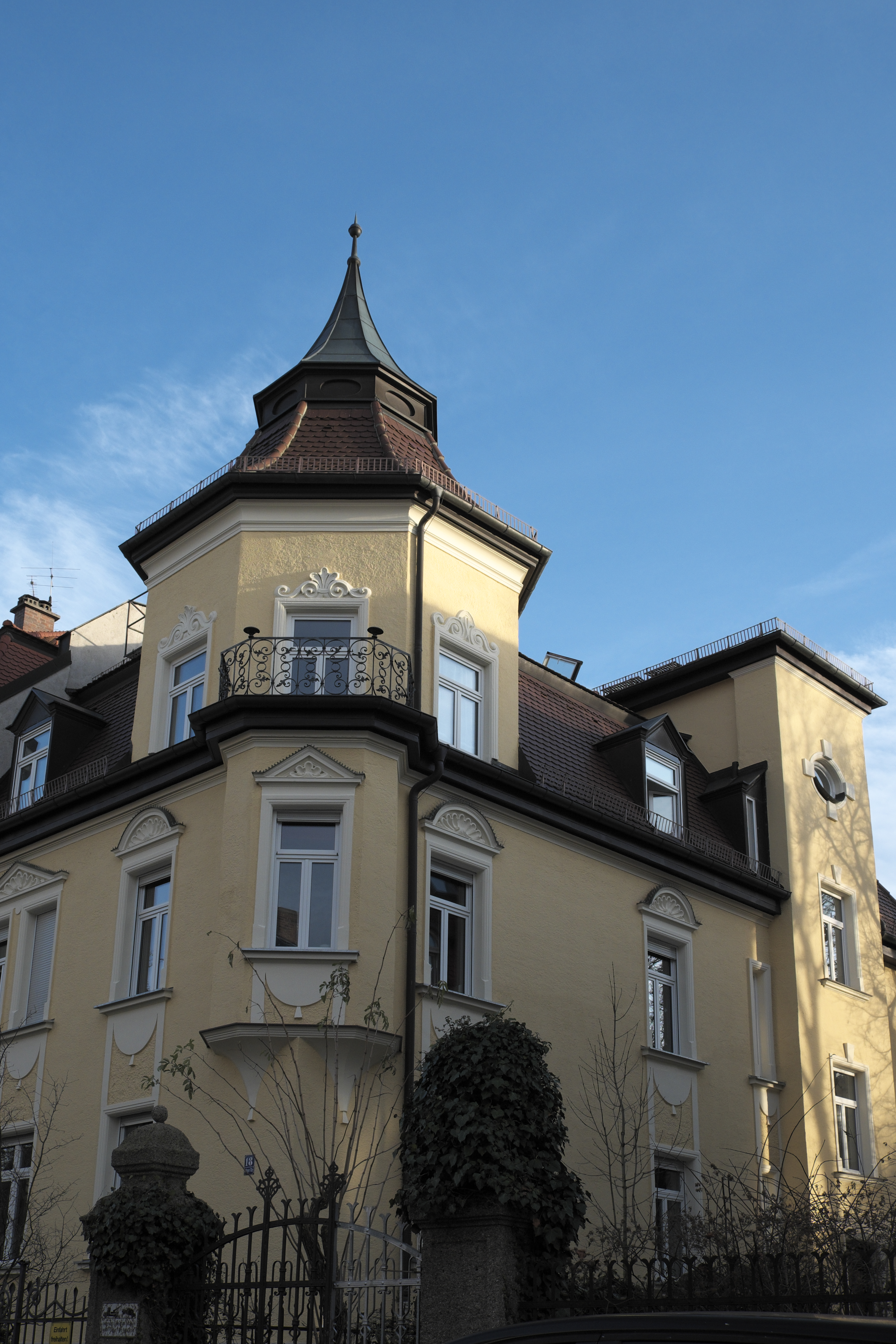
Haus Bothmerstraße 18 in München-Neuhausen

Das Haus Bothmerstraße 18 ist eine denkmalgeschützte Villa im Münchner Stadtteil Neuhausen.
Das dreigeschossige Eckhaus wurde um 1900 im Stil der deutschen Renaissance errichtet. Der Bau mit Eckerker und Eckturm ist an den Fensterumrandungen mit Stuckelementen geschmückt.